# Zhouxiang (köpinghuvudort i Kina, Zhejiang Sheng, lat 30,17, long 121,13)
Zhouxiang är en köpinghuvudort i Kina. Den ligger i provinsen Zhejiang, i den östra delen av landet, omkring 93 kilometer öster om provinshuvudstaden Hangzhou. Antalet invånare är 114 609. Befolkningen består av 56 716 kvinnor och 57 893 män. Barn under 15 år utgör 11,0 %, vuxna 15-64 år 78 %, och äldre över 65 år 10,0 %.
Runt Zhouxiang är det tätbefolkat, med 659 invånare per kvadratkilometer. Zhouxiang är det största samhället i trakten. Runt Zhouxiang är det i huvudsak tätbebyggt.
Genomsnittlig årsnederbörd är 1 778 millimeter. Den regnigaste månaden är juni, med i genomsnitt 285 mm nederbörd, och den torraste är januari, med 60 mm nederbörd.